# تئو پیروت
تئو پیروت (انگلیسی: Théo Pierrot؛ زادهٔ ۱ ژانویهٔ ۱۹۹۴) بازیکن فوتبال است.